# Myrmecodia schlechteri
Myrmecodia schlechteri är en måreväxtart som beskrevs av Theodoric Valeton. Myrmecodia schlechteri ingår i släktet Myrmecodia och familjen måreväxter.

## Underarter
Arten delas in i följande underarter:
- M. s. eraveensis
- M. s. kopiagoensis
- M. s. pendula
- M. s. schlechteri
- M. s. longispina